# محوطه قارباسان
محوطه قارباسان مربوط به دوره اشکانیان - دوره ساسانیان است و در شهرستان مشگین‌شهر، بخش ارشق، دهستان ارشق شمالی، روستای خلیفه داود واقع شده و این اثر در تاریخ ۱۲ شهریور ۱۳۸۶ با شمارهٔ ثبت ۱۹۴۴۶ به‌عنوان یکی از آثار ملی ایران به ثبت رسیده است.